# Familia Mancini

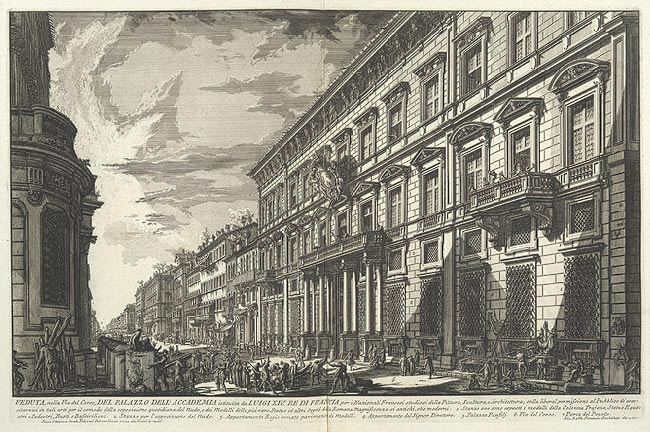
Palacio Mancini, Roma. Grabado de Giovanni Battista Piranesi, 1752.

Los Mancini fueron una de las familias más antiguas de la nobleza romana. Sus títulos nobiliarios eran numerosos: duques de Nevers y Donzy, príncipes de Vergagne y del Sacro Imperio Romano Germánico con el título de Serena dignidad, pares franceses, Grandes de España, marqueses de Fusignano, condes de Montefortino, vizcondes de Clamecy, barones de Tardello, de Tumminii y de Ogliastro, señores de Claye-Souilly, nobles romanos y patricios venecianos. Además, poseían títulos como caballeros de la Orden del Toisón de Oro, de la Orden del Espíritu Santo, de la Orden de San Miguel, de la Orden de Malta entre otros. El humanista Marco Antonio Altieri (1457 1537) los incluye en su obra Li Nuptiali, una colección importante de noticias sobre la Roma del siglo XVI. La familia también fue distinguida con el Honneurs de la Cour de Francia.

## Orígenes
Del origen romano, la familia tiene cientos de años de raíces en Italia, y afirman tradicionalmente descender de Hostilia, una línea de sangre que tomó el apellido Mancinus y en la cual Lucius Hostilius Mancinus fue cónsul en 608 "ab Urbe condita".

## Historia

Escudo de armas de la casa de Mancini de Lucij

Escudo de armas de la casa de Mancini-Mazarini

La Familia Mancini fue conocida como de Lucij (o simplemente Lucij) en Roma por los pescados que lleva su escudo de armas. Muchos de los miembros eran "Conservatori all'Urbe". El primer miembro de la familia que se conoce es Lucio Mancini, que vivió alrededor de 990. Durante siglos, la familia tuvo varias líneas que prosperaron con la nobleza, particularmente en Fermo donde en las primeras memorias de la ciudad por el 1160 los catalogan como 'Priori', 'Consoli', 'Gonfalonieri' y 'Dottori', siendo las más importantes:
1) Línea de Sicilia, con dos ramas:
- A) Descendientes de Giacomo Mancini quién huyó a Sicilia en 1256 lejos de las persecuciones de Vitelleschi; descendiendo de los barones de Tardello, de Tumminii y de Ogliastro de él. La rama se extinguió en el siglo XVII.

- B) Descendientes de Francesco Mancini, consanguíneos del Cardenal Giulio Mazzarino, quién se mudó a Catania en el siglo XVII como Attorney-General del Príncipe Marco Antonio Colonna y su esposa Isabella Gioeni.La familiaMancini floreció en Catania en los siglos posteriores, por lo que el Consejo de la Ciudad les dedicó calles y plazas.

2) Línea de Nápoles:
- Descendientes de Domenico Nicola Mancini quién fue nominado Marqués de Fusignano por el príncipe Francesco de Este hijo del duque Alfonso I de Este, y se trasladó al reino de Nápoles en 1527. Es esta rama destacan:
  - Domenico Nicola III, quinto marqués de Fusignano, quien ganó el título de Conde Mancini en 1745 del Papa Benedicto XIV;
  - y el marqués Pasquale Stanislao Mancini (1817-1888) el más importante, jurista, escritor y tres veces ministro del reino de Italia (educación pública, justicia y asuntos exteriores).

3) Línea de Nevers: la más representativa de las tres, encarnada en varias importantes personalidades:
- - A. Paolo (1580-1637), fundador de la "Accademia degli Umoristi" (Academia de los humoristas),[3] a la que asistieron hombres de letras como Giovanni Battista Guarini, Giambattista Marino y Alessandro Tassoni; además fue padre de:
    - 1. Lorenzo (1602-1650), barón romano, nigromante y astrólogo, casado con Girolama Mazzarini, la hermana del Cardenal Mazarino. Después de su muerte, su viuda llevó a sus hijos a París con la esperanza de utilizar la influencia de su famoso hermano para ganar matrimonios ventajosos para ellos, un objetivo en el que tuvo bastante éxito. Lorenzo fue el padre de:
      - a. Laura Mancini (1636-1657), casada con Louis de Bourbon, duque de Vendôme y madre del famoso general francés Louis Joseph de Bourbon, duque de Vendôme,
      - b. Olimpia Mancini (1638-1708), casada con Eugenio Mauricio de Saboya-Carignano y madre del famoso general austriaco Eugenio de Saboya,
      - c. Maria Mancini (1639-1715), casada con Lorenzo Colonna y primer amor del rey Luis XIV de Francia,
      - d. Philippe Mancini (1641-1707), nombrado Duque de Nevers y Donzy por su tío, el cardenal Mazarino, con la prerrogativa de acuñar monedas, en 1660. Fue caballero de la Orden del Espíritu Santo y teniente de la primera compañía de Mosqueteros del rey; su sucesor en el cargo fue el Conde D'Artagnan; Finalmente fue el abuelo de:
        - i. Louis-Jules Mancini-Mazarini, Duque de Nivernais (1716-1798), Príncipe de Vergagne y del Sagrado Imperio Romano Germánico, y caballero de la Orden del Toisón de Oro y de la Orden del Espíritu Santo, general, diplomático y escritor.

      - e. Hortensia Mancini (1646-1699), la belleza de la familia, quien escapó de su abusivo marido, Armand-Charles de la Porte, duque de La Meilleraye, y huyó a Londres, donde se convirtió en amante del rey Carlos II de Inglaterra.
      - f. Marie Anne Mancini (1649-1714), casada con Maurice Godefroy de la Tour d'Auvergne, duque de Bouillon, nieto del famoso general Turenne, y patrona de Racine y La Fontaine;

    - 2. Cardenal Francesco Maria Mancini (1606-1672), quién fue decisivo en la elección del papa Alejandro VII.

El escudo de armas de la familia se inspiró en la heráldica del municipio francés de Liernais.
La familia todavía se perpetua a través de varias ramas derivadas de la Línea de Nápoles, restaurada entre los patricios romanos en 1745, a través del noble Federico Mancini (London 1951), Aldo Mancini (Foggia 1938), Conde de Montefortino y caballero Hospitalario, y de la Orden Teutónica, y su hijo  Giorgio Mancini (Roma 1974), y la Línea de San Vittore (de la aldea de San Vittore del Lazio donde la familia posee propiedades), fundada por el conde Antonio Mancini en 1800, siendo el más representativo el conde Adriano Fulvio Mario Mancini (Roma 1952) y su hijo, el conde Federico Adriano Mario La Longa Mancini (Roma 1979).

## Línea de San Vittore
Línea colateral de la antigua e ilustre familia de Mancini, derivada de la línea de Nápoles, fue iniciada en el siglo XIX por Antonio Filippo Luigi Mancini (1824-1890).
- Su hijo Giuseppe Alessandro Luigi (1852-1903), oficial de caballería y dandy de la belle-Epoque, se casó con Maria Antonietta Marinelli (1862-1911), hija del noble Vittorio Marinelli, hacia 1882; tuvieron siete niños: 
  - Carlo Alberto Antonio (1883-1940) que se casó con la noble de Bohemia Maria Concetta Cassone Simeoni-Wrbna, noble de Benevento (1886-1965), hacia 1911.
    - Su hijo Antonio Eugenio Andrea (1915-1990), oficial del ejército italiano, fue ayudante personal del mariscal de Italia Rodolfo Graziani en 1938, y durante la Segunda Guerra Mundial luchó en el cuerpo de ejército VIII en el frente griego-albanés; en 1943 fue capturado por los alemanes en Yugoslavia y confinado en Hohenstein en Sajonia, pero consiguió escapar; fue condecorado con la Cruz del Mérito Militar. En 1951 se casó con Giulia de Dominicis (1930-1988), hija del noble Michele Alfonso (1907-1960), comandante de la república italiana.
      - Su hijo Adriano Fulvio Mario (1952-2013), empresario publicista, miembro de la Società Genealógica Italiana y comandante de la Orden Hospitalaria se casó en 1977 con Susanna Grazia Elisabetta La Longa (1955-2014). Tuvieron dos hijos:
        - Federico Adriano Mario (1979),[4] Guardia de Honor de las Tumbas Reales del Panteón, miembro de la Accademia Araldica Nobiliare Italiana, quien se casó con Maria Emanuela Amato Scirè de los duques de Caccamo (1981)[5] en 2009: con Eleonora Lucrezia Diana (2011) y Edoardo Federico Adriano (2013), y Lavinia Susanna Giulia (1987).

## Edificios notables
- Palacio Mancini, en Roma.
- Palacio Mancini de Lucij también en Roma.